# Peperomia inaequilatera
Peperomia inaequilatera är en pepparväxtart som beskrevs av William Trelease. Peperomia inaequilatera ingår i släktet peperomior, och familjen pepparväxter. Inga underarter finns listade i Catalogue of Life.